# 小鱗長臀脂鯉
小鱗長臀脂鯉，為輻鰭魚綱脂鯉目脂鯉亞目脂鯉科的其中一個種，分布於南美洲巴西巴伊亞淡水流域，體長可達6.1公分，棲息在底中層水域，生活習性不明。
其种加词“microlepis”意为“细鳞的”。